# Tsalpa kagju
Tsalpa kagju – jedna z czterech głównych podszkół kagju buddyzm tybetańskiego, założona przez Zhang Judrakpa Tsöndru Drak (transliteracja Wyliego. zhang g.yu brag pa brtson 'gru brags pa, 1123–1193) zwanego również Lamą Zhang, który wybudował klasztor Tsal Gungtang (tshal gung thang). Lama Zhang był uczniem wnuka Gampopy (sgam po pa sod nams rin chen, 1079–1153) o nazwisku Dagpo Gomtsul (dwags sgom tshul khrims snying po) (1116–1169).
Tsalpa kagju rozwijała się jako osobna podszkoła kagju do XV wieku, gdy została wcielona do tradycji gelug, która aż do teraz zachowuje jej główne nauki.